# Aphthona erichsoni
Aphthona erichsoni là một loài bọ cánh cứng trong họ Chrysomelidae. Loài này được Zetterstedt miêu tả khoa học năm 1838.